# イギリス連邦

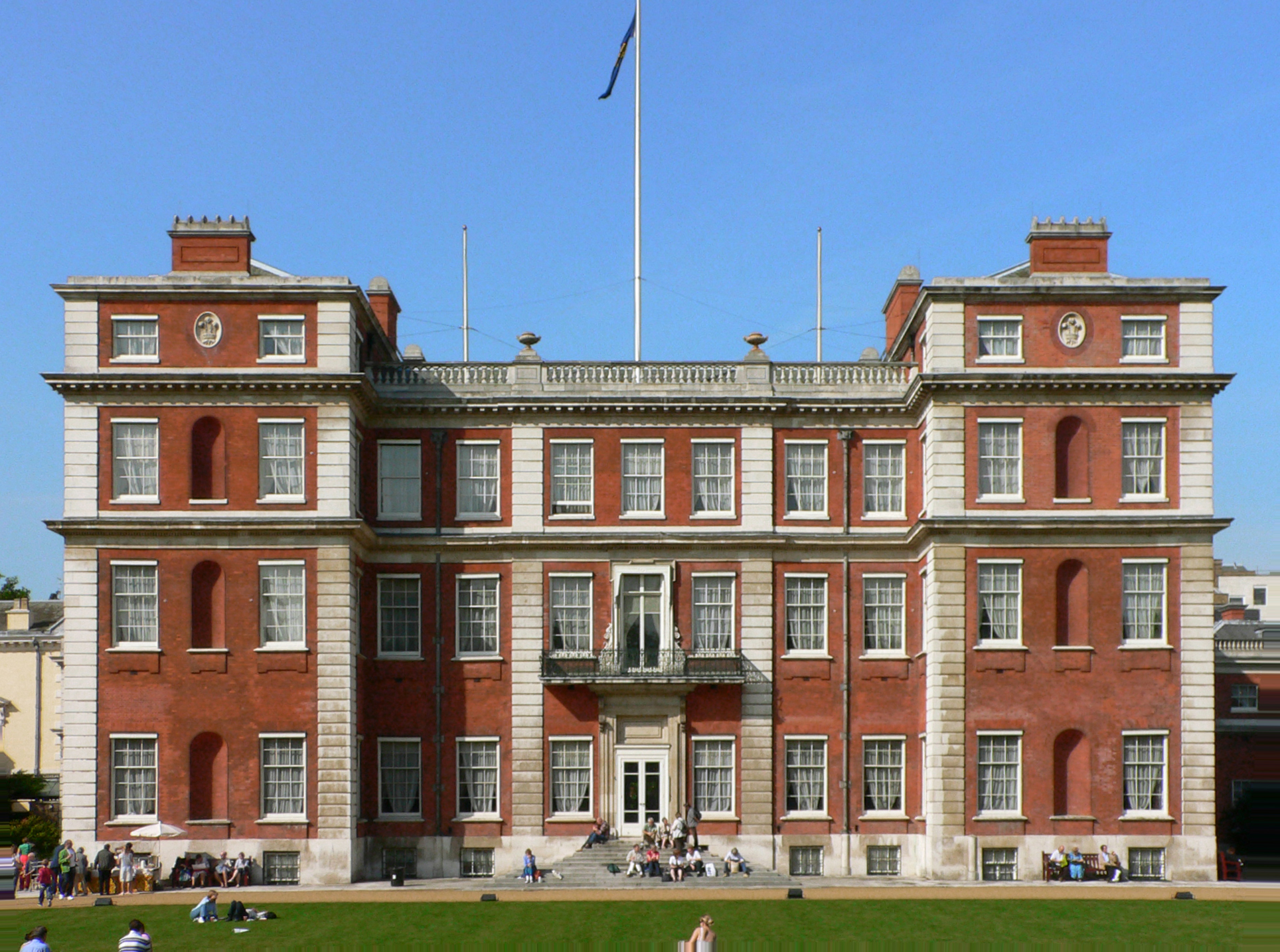
事務局及び主要機関が置かれているロンドンのマールボロ・ハウス。

コモンウェルス・オブ・ネイションズ（英語: Commonwealth of Nations）とは、旧イギリス帝国のほぼ全ての領土を含む、56の加盟国で構成される国家連合であり、国際組織でもある。

## 呼称と和訳

加盟国
英連邦王国（英国との同君連合）
共和制
独自の君主制

現代日本語では定訳が決まっておらず、いくつかの和訳が併用されている。
- 英語の原文によれば、通称は「コモンウェルス（Commonwealth[4]）」または「ザ・コモンウェルス（The Commonwealth[5]）」である。
- 日本では、旧名である「ブリティッシュ・コモンウェルス（British Commonwealth）」に由来するイギリス連邦、英連邦と翻訳されることも多い。しかし、英語では1949年にBritish（イギリスや英国、ブリティッシュ）といった表記は公式に撤廃された。
- また、イギリス連邦（British Commonwealth of Nations[6]）は、もともとは1926年の帝国会議でのバルフォア宣言により設立され、1931年の『ウェストミンスター憲章』によって正式に定められた呼称だった。

## 概要
コモンウェルスは56か国で構成され（一覧）、2つの機関によって管理されている。1つは加盟国の政府間の親善関係を維持する「コモンウェルス事務局」で、もう1つは加盟国間の民間交流を強化する「コモンウェルス基金」である。
総面積は31,844,000 km2 (12,295,000 sq mi)以上で、地球の陸地面積の約21%に相当する。総人口は2021年時点で約26億1,266万人と推定され、世界総人口の約1/3を占めており、人口規模で「国連（UN）」および「上海協力機構（SCO）」に次いで、世界で3番目に大きな組織となっている。
この国家連合の元首は「コモンウェルス首長」（ Head of the Commonwealth）と呼ばれ、現時点ではイギリス国王のチャールズ3世（在位：2022年9月8日 - ）が務めている。加盟国のうち20か国が君主制を採用しており、そのうちの15か国は独自の王を持たず、イギリス国王を共通の君主として戴いている。この15か国は「イギリス連邦王国」と呼ばれる。ほかの5か国は独自の王を戴く君主制であり、一方、残りの36か国は王を持たない共和制である。
加盟国同士は法的義務を負わないが、英語の使用や共通の歴史で結びついている。民主主義・人権・法の支配といった共通の価値観は組織の憲法『コモンウェルス憲章』に明記されており、4年に1度開催される「コモンウェルスゲームズ」によってさらに推進されている。
歴史は20世紀前半にさかのぼり、イギリス帝国の脱植民地化と植民地の自治化によって始まった。現在のコモンウェルスは、イギリス帝国が1949年の『ロンドン宣言』によって正式に再結成され、傘下の加盟国をより自由で、より平等なものとして位置づける近代的な国家連合が確立された。

## 歴史

### 前史
19世紀には世界最大の帝国として覇を唱えていたイギリス帝国は、20世紀に入るとアメリカ合衆国、ドイツの追い上げによって国力の優位は次第に小さなものとなっていった。こうした中で19世紀後半以降イギリス本国は世界各地の入植型植民地の権限を強化していき、特に白人が人口の多くを占める植民地に自治権を与え、自治領（ドミニオン）とするようになっていった。1867年にイギリス領北アメリカ法によって3つのイギリスの北アメリカ植民地が連邦を組み、カナダとしてドミニオン化したのを皮切りに、1901年にはオーストラリア大陸の6植民地が連邦化してオーストラリア連邦が成立し、1907年にはニュージーランドとニューファンドランドが、1910年には南アフリカの4植民地が合同して連邦化して南アフリカ連邦が成立した（現在の南アフリカ共和国の前身）。これらの自治領とイギリスとの間には1887年から協議機関として植民地会議が開催されていたが、1907年にはこれは帝国会議と改称され、帝国会議に出席できる自治領は植民地（Colony）ではなくドミニオン（Dominion）と呼称するようになった。この動きの中で、1911年にはオーストラリアとカナダが独自の海軍創設を認められるなど（→オーストラリア海軍、カナダ海軍）、自治領諸国は自立の動きを強めていった。
こうした動きは第一次世界大戦においてより強まった。この大戦には全てのドミニオン・植民地が参戦したが、オーストラリアで1916年に徴兵制導入が拒否されたり、ボーア戦争以来反英感情のくすぶる南アフリカにおいては1914年にボーア人によるマリッツ反乱が起きるなど、各ドミニオンにおいてイギリスからの自立を目指す動きが活発化した。この動きが最も激しかったのはイギリス本国に組み込まれていたアイルランドであり、1919年にはついにアイルランド独立戦争が勃発し、1921年にはアイルランド自由国としてドミニオンの地位を獲得した。こうした中で各植民地の協力を得るためにイギリス本国はさらに融和的な姿勢を取るようになり、1917年には各ドミニオンの代表が参加した帝国戦時内閣が開催された。第一次世界大戦の講和条約であるヴェルサイユ条約が1919年に締結された際には各ドミニオンの代表は出席を許され、国際連盟の委任統治領としてオーストラリアがニューギニアを、南アフリカが南西アフリカを、ニュージーランドが西サモアをそれぞれ本国とは別に獲得し、連盟にもそれぞれ加盟を許された。こうして、各ドミニオンは既に実質的には独立国と変わりないものとなっていった。
第一次世界大戦後にイギリスの国力退潮が鮮明となると帝国の支配体制は揺らぎはじめ、それに伴って各ドミニオンはさらに独立傾向を強めていき、1926年の帝国会議では特に反英感情に強かったアイルランド自由国とアフリカーナー主体の南アフリカ連邦がついに帝国離脱を要求した。これを受けてイギリス本国と各ドミニオンとが対等であるとするバルフォア報告書が作成され、これを土台とした新しい帝国の在り方を規定する憲章が制定されることとなった。こうして制定されたのがウェストミンスター憲章である。

### 始まり

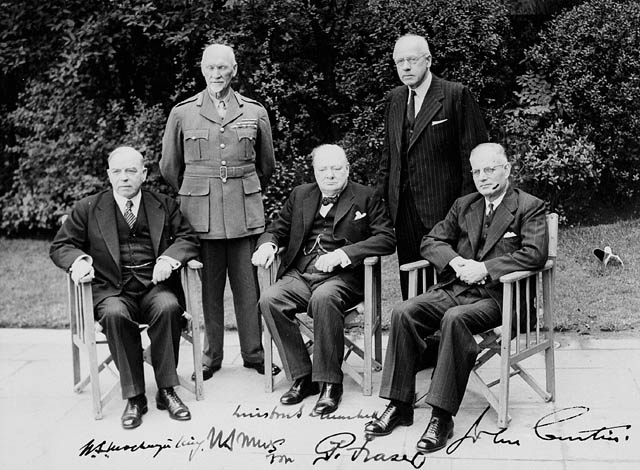
1944年のコモンウェルスの会議に出席したメンバー
(左から右: カナダのウィリアム・キング、南アフリカ連邦のヤン・スマッツ、イギリスのウィンストン・チャーチル、ニュージーランドのピーター・フレイザー、オーストラリアのジョン・カーティン)

1931年にイギリス議会におけるウェストミンスター憲章（Statute of Westminster）において、イギリス国王に対する共通の忠誠によって結ばれた、それぞれが主権をもつ対等な独立国の自由な連合体と定義され、イギリス、アイルランド自由国（のちに脱退）、カナダ、ニューファンドランド（のちにカナダの1州となる）、オーストラリア、ニュージーランド、南アフリカ連邦をメンバーとして発足した。この時点では旧来のドミニオンの連合に過ぎず、白人自治領の連合体としての性格を持っていた。また、この時点においては旧来のイギリス帝国はいまだ存続しており、帝国とコモンウェルスが併存する体制を取っていた。

### ブロック経済化とその崩壊
成立期はブロック経済としての側面を強める傾向にあった。1929年に始まった世界恐慌はコモンウェルスにも甚大な被害をもたらしており、こうした中でイギリスは従来取っていた自由貿易主義を放棄し、他国からの輸入に関税をかけた一方で、コモンウェルス内においては1932年のオタワ協定において相互に関税率を引き下げ、連邦内の貿易を促進する政策を取った。この関税は帝国特恵関税と呼ばれ、これによってポンド圏（スターリング・ブロック）が成立した。ただし、経済的にアメリカと非常に強い関係にあったカナダはこのブロックには加入していなかった。逆にイギリスと非常に強い経済関係にあったアルゼンチンはこのブロックに加入するなど、コモンウェルスとスターリング・ブロックの範囲は完全に一致していたわけではない。この帝国特恵関税およびスターリング・ブロックは第二次世界大戦中に崩壊し、以後コモンウェルスが経済ブロック化することはなかった。

### 非同君連合化
第二次世界大戦後、1947年にインドおよびパキスタンが独立したことで（インド・パキスタン分離独立）、白人連合としての性格が消滅した。さらにこの独立の際にインドは近日中に制定される予定の憲法において共和制を取ることを表明し、なおかつその後もコモンウェルスにとどまることを希望した。この要望は受け入れられ、1950年にインドが共和制をとった後も残留を認めたために、以後「イギリス国王に対する共通の忠誠」は連合体の必要条件から除外されることとなり、同君連合以外の国家も連邦参加が可能となった。こうして、同君連合である英連邦王国とコモンウェルスが制度的に分離した。これにより、政治体制にかかわらずイギリスから新たに独立した国家がコモンウェルスに留まることが可能になり、以後の拡大をもたらすこととなった。一方で、1947年には当時まだ形式上は同君連合である印パ両国が第一次印パ戦争に至るなど、連邦や同君連合の拘束力の形骸化も顕わとなった。1949年には、従来の加盟国の中で最も反英的だったアイルランドが脱退した。

### 独立主権国家連合
戦後のイギリスは海上覇権をほぼ喪失した形となり、1940年代から1950年代にはアジア諸国が次々とイギリスから独立した。1956年に起きたスエズ動乱において、エジプトに軍事介入したイギリスの行動はコモンウェルス内でほとんど支持を得ることができず、さらに戦後の超大国であるアメリカとソ連の反対によって軍事介入自体が失敗に終わった。これによりイギリスの軍事的威信は失墜し、脱植民地化の流れはとどめようのないものとなっていった。イギリスも植民地を独立させたうえでコモンウェルスにとどめて影響力を維持する戦略へと転換し、1960年代にはアフリカ諸国が次々とイギリスから独立した。こうした新独立国のほとんどはコモンウェルスにとどまった。
一方で1961年には創設時からの加盟国であった南アフリカ共和国が脱退した。南アフリカは1961年に国民投票を行ってイギリス連邦王国から共和制を取ることとなったが、共和制でも加盟はできるため、南アフリカ政府は当初は脱退する意向は持っていなかった。しかしいまや有色人種の国が多数を占めるコモンウェルスにおいて南アフリカのアパルトヘイト政策への批判が噴出し、これで態度を硬化させた南アフリカが脱退を通告した。
こうした流れは1964年に起きたローデシア問題においてよりいっそう明確なものとなった。1923年以降広範な自治権をもっていた南ローデシアはコモンウェルスの準加盟国に近い立場にあったが、その後身であるローデシア・ニヤサランド連邦が1963年に解体し、そこから独立したマラウイとザンビアが加盟すると、いまだ人種差別主義を取る南ローデシアの完全独立および加盟が焦点となった。コモンウェルス加盟国のほとんどは南ローデシアに対して強硬な姿勢を取り、人種差別が撤廃されない限り独立およびコモンウェルス加盟を認めない立場を取ったため、宗主国であるイギリスもこれを考慮せざるを得なくなった。これに南ローデシア政府は反発し、1965年にはローデシア共和国として一方的に独立を宣言した。この対立は、1980年にローデシアが崩壊し黒人国家であるジンバブエ共和国がコモンウェルスに加盟するまで続いた。
また同じく創設時からの加盟国であるカナダ・オーストラリア・ニュージーランドが軍事および経済においてアメリカ合衆国に依存するようになる一方、新独立国の経済規模は当時まだ大きくなかった。こうした流れの中で、イギリス本国もコモンウェルスよりも、統一化の進むヨーロッパ大陸を志向するようになり、1961年には保守党のハロルド・マクミラン政権のもとで欧州経済共同体（EEC）加盟を申請した。この申請はフランスのシャルル・ド・ゴールに拒否されて実現しなかったものの、結局1973年にエドワード・ヒース政権のもとでEEC加盟は実現し、イギリスはコモンウェルスからヨーロッパへと重心を移すこととなった。

### 事務局創設と首相会議の持ち回り化

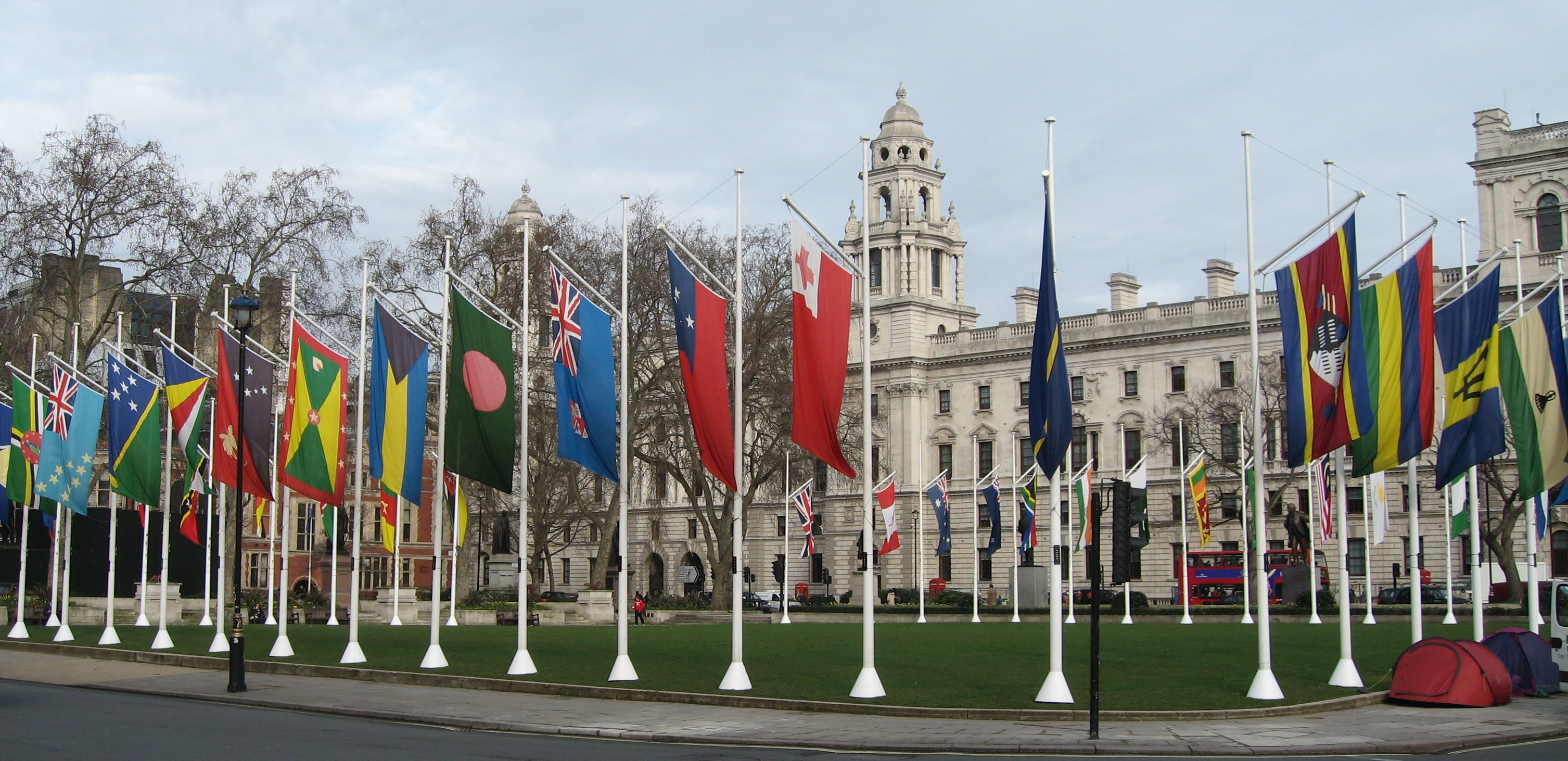
ロンドンのパーラメント・スクエアに掲げられたコモンウェルス加盟国の国旗

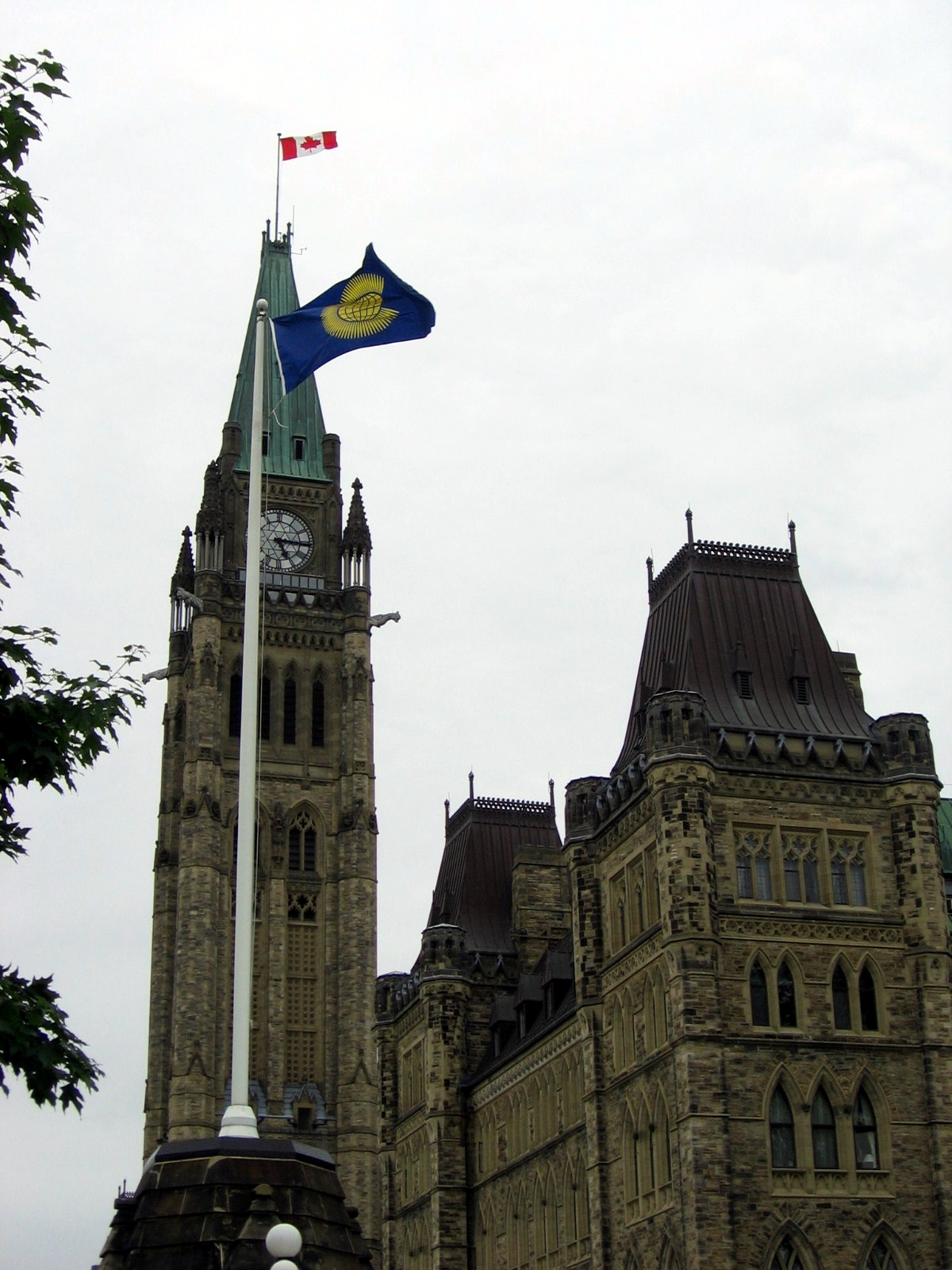
オタワのカナダ国会議事堂に掲げられたコモンウェルスの旗

創設時のコモンウェルスにおける事務は1926年に植民地省から分離独立したイギリス政府内の自治領省が担っていた。自治領省は1947年にコモンウェルス省に改名され、その後も事務を担っていたが、イギリス領植民地の急速な独立とそれによる加盟国の急増によってイギリスの地位は低下し、ガーナのクワメ・エンクルマなどによってイギリス政府からの事務の独立が要求されることになった。こうして1965年にコモンウェルスの独立事務局が創設され、コモンウェルスはイギリス政府から独立した機構となった。さらにそれまでロンドンにおいて行われていたコモンウェルスの首相会議が1966年にはナイジェリアのラゴスにおいて開催された。1971年には首相会議がシンガポールで行われ、これ以降会議はイギリス本国での開催から加盟国間における持ち回りでの開催となった。
1971年に発せられたシンガポール宣言において、コモンウェルスは「民族の共通の利益の中で、また国際的な理解と世界平和の促進の中で、協議し、協力する自発的な独立の主権国の組織である（コモンウェルス原則の宣言前文）」と再定義され、ゆるやかな独立主権国家の連合となった（連邦国家ではない）。1970年代から1980年代には残されたイギリス植民地のほとんどが独立し、コモンウェルス加盟国となった。1994年にはアパルトヘイトを撤廃した南アフリカが再加盟した。
1995年に旧イギリス領または旧ドミニオン諸国領以外の初の加盟国としてモザンビーク（旧ポルトガル領）の加盟が承認され、コモンウェルスは旧イギリス領以外にも加盟国の範囲を広げることとなった。さらに、ルワンダ紛争による新政権樹立を経て親フランスから親イギリスへと外交方針を転換したルワンダ（旧ドイツ帝国領→ベルギー委任・信託統治領）が2009年に加盟した。この前年にルワンダは、ルワンダ語やフランス語に加えて新たに英語を公用語としている。2022年には旧フランス領のガボンとトーゴが加盟した。背景にはイギリスの欧州連合離脱に伴う両国関係の再構築と、旧フランス領諸国のフランス離れがあるという。

## 制度
コモンウェルスは独立した事務局（英: Commonwealth Secretariat）及び各種機関を備えており、それらの多くはロンドンのマールボロ・ハウスに設置されている。

### コモンウェルス首脳
コモンウェルス首脳は、加盟国56か国の大統領または首相、ブルネイにあっては国王兼首相である。

### 歴代コモンウェルス首長
コモンウェルス首長は、現在54の主権国家で構成される政府間組織であるコモンウェルス・オブ・ネイションズ（旧イギリス連邦）の「独立した加盟国の自由連想法」を象徴する儀礼的指導者に与えられる称号である。任期とその制限は規定されておらず、その役割自体は、連邦内の加盟国における普段の統治には関与していない。この称号は、設立以来、現役のイギリスの君主によって保持されてきた。
1949年までに、イギリス連邦は8か国のグループになり、各国が国王ジョージ6世を君主として持っていた。しかし、インドは共和制への移行を希望していたが、イギリス連邦からの脱退は望んでいなかった。これは、王の連邦首長という称号の創設によって対応され、インドは1950年に共和制となった。その後、パキスタン、スリランカ、ガーナ、シンガポールを含む他の多くの国が、イギリスの君主を自国の国家元首とすることを廃止したものの、コモンウェルス・オブ・ネイションズの加盟国として、イギリスの君主がコモンウェルスの首長を担うことは認めた。
この地位には長らくエリザベス2世（ジョージ6世長女）が就いていたが、在位中の2018年コモンウェルス首脳会議で、ウェールズ公チャールズ（エリザベス2世長男、現在のチャールズ3世）が指定後継者に任命され、2022年9月8日のエリザベス2世崩御により、チャールズ3世がコモンウェルス首長となった。

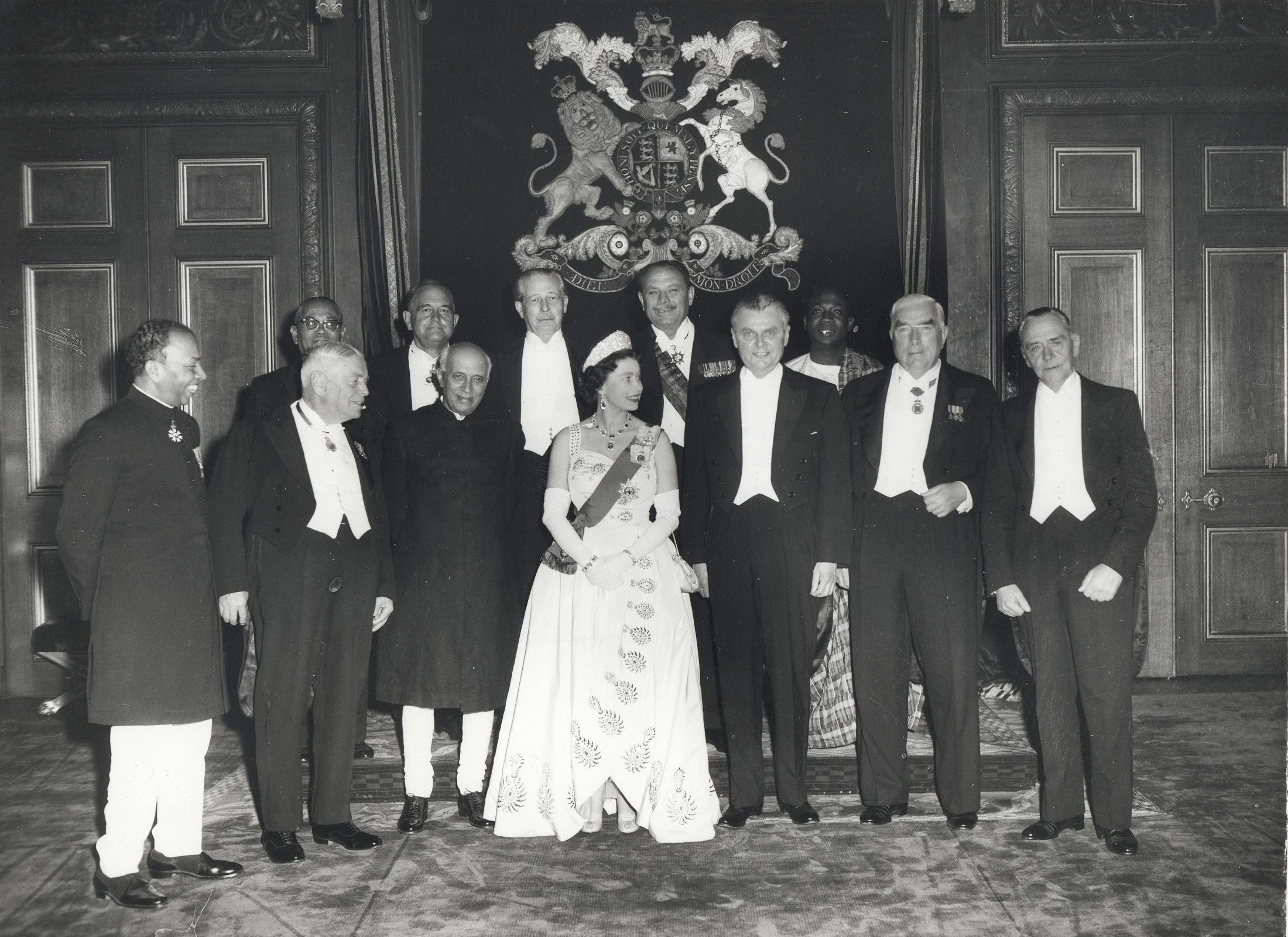
1960年、ウィンザー城での女王エリザベス2世と連邦の首相たち
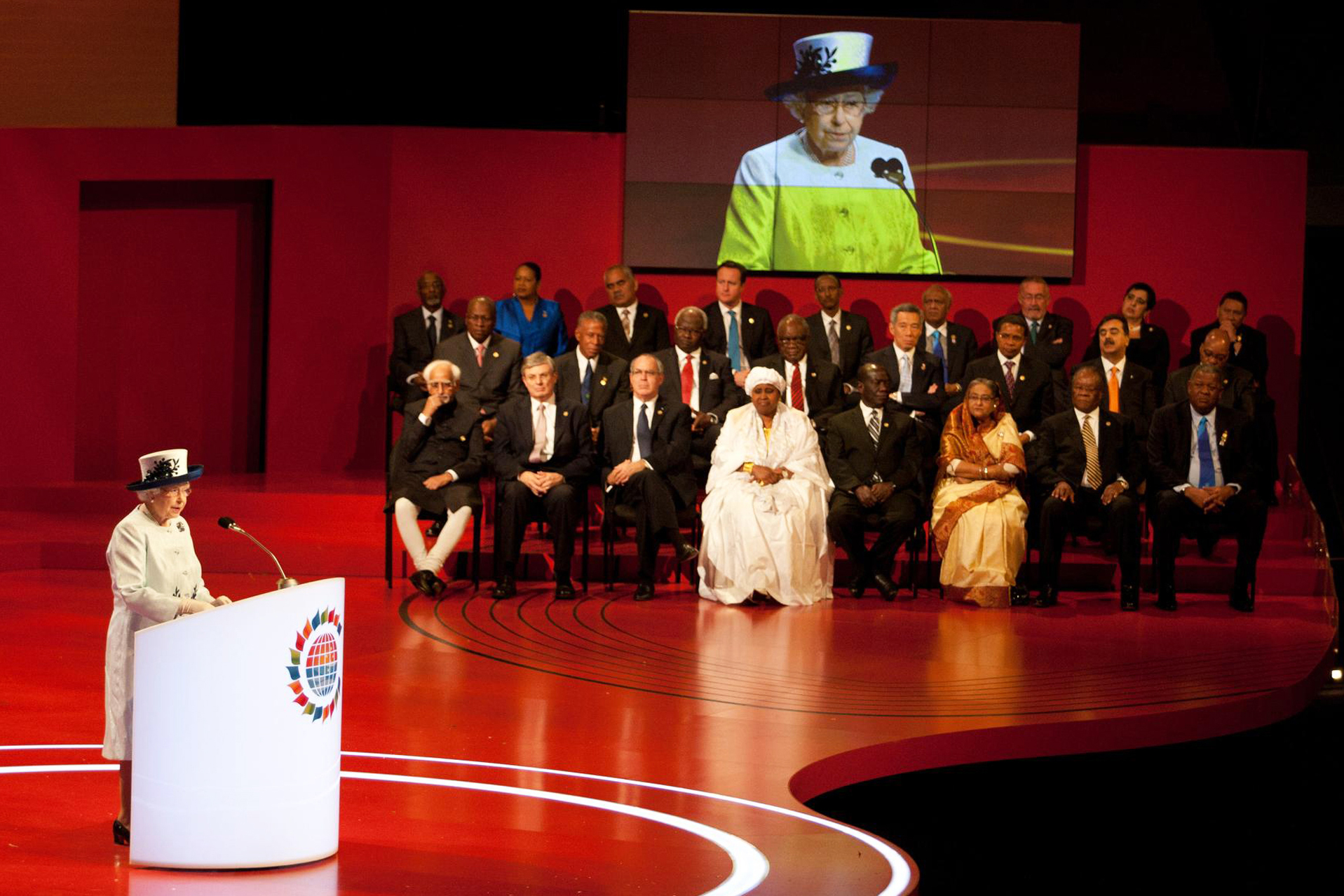
オーストラリアのパースで開催された2011年コモンウェルス首脳会議において、コモンウェルス首長として演説を行うエリザベス2世

- 以下、歴代のコモンウェルス首長一覧。

| 代 | 肖像 | 名            | 誕生           | 任期               | 任期         | 崩御         |
| 代 | 肖像 | 名            | 誕生           | 開始               | 終了         | 崩御         |
| -- | ---- | ------------- | -------------- | ------------------ | ------------ | ------------ |
| 1  |      | ジョージ6世   | 1895年12月14日 | 1949年4月26日/28日 | 1952年2月6日 | 1952年2月6日 |
| 2  |      | エリザベス2世 | 1926年4月21日  | 1952年2月6日       | 2022年9月8日 | 2022年9月8日 |
| 3  |      | チャールズ3世 | 1948年11月14日 | 2022年9月8日       |              |              |

### 歴代事務総長 (Commonwealth Secretary-General)
| 代 | 肖像 | 名                                                              | 国                    | 就任         | 退任          | 経歴 |
| -- | ---- | --------------------------------------------------------------- | --------------------- | ------------ | ------------- | --- |
| 1  |      | アーノルド・スミス (Arnold Smith)                               | カナダ                | 1965年7月1日 | 1975年6月30日 | 駐エジプトカナダ大使 (1958–1961) 駐ソビエト連邦カナダ大使 (1961–1963) |
| 2  |      | シュリダス・ランファル (Shridath Ramphal)                       | ガイアナ              | 1975年7月1日 | 1990年6月30日 | ガイアナ外務大臣 (1972–1975) |
| 3  |      | エメカ・アンヤオク (Emeka Anyaoku)                              | ナイジェリア          | 1990年7月1日 | 2000年3月31日 | Deputy Secretary-General for Political Affairs (1977–1990) |
| 4  |      | ドン・マキノン                                                  | ニュージーランド      | 2000年4月1日 | 2008年3月31日 | ニュージーランド副首相 (1990–1996) 貿易大臣 (1990–1996) 外務大臣 (1990–1999) |
| 5  |      | カマレシュ・シャーマ (Kamalesh Sharma)                          | インド                | 2008年4月1日 | 2016年3月31日 | インド国際連合大使 (1997–2002) 駐英インド高等弁務官 (2004–2008) |
| 6  |      | パトリシア・スコットランド (Patricia Scotland)                  | ドミニカ国 · イギリス | 2016年4月1日 | 2025年3月31日 | イングランド、ウェールズ及び北アイルランド法務長官 (2007–2010) イギリス閣外大臣 (内務省; 2003–2007) イギリス政務次官 (大法官省; 2001–2003) 外務・英連邦・開発省国務次官 (1999–2001) イギリス貴族院議員 (1997–現在) |
| 7  |      | シャーリー・アヨコール・ボッチウェイ (Shirley Ayorkor Botchwey) | ガーナ                | 2025年4月1日 | 現職          | ガーナ外務・地域統合大臣 (2017-2024) |

### 歴代議長 (Commonwealth Chair-in-Office)
※CHOGM：コモンウェルス首脳会議（Commonwealth Heads of Government Meeting）
| 代 | 写真                       | 名                                     | 国                   | 職     | CHOGM  | 就任           | 退任           | 事務総長                 |
| -- | -------------------------- | -------------------------------------- | -------------------- | ------ | ------ | -------------- | -------------- | ------------------------ |
| 1  |                            | タボ・ムベキ                           | 南アフリカ共和国     | 大統領 | 1999年 | 1999年11月12日 | 2002年3月2日   | エメカ・アンヤオク       |
| 1  | ドン・マキノン             | タボ・ムベキ                           | 南アフリカ共和国     | 大統領 | 1999年 | 1999年11月12日 | 2002年3月2日   |                          |
| 2  |                            | ジョン・ハワード                       | オーストラリア       | 首相   | 2002年 | 2002年3月2日   | 2003年12月5日  |                          |
| 3  |                            | オルシェグン・オバサンジョ             | ナイジェリア         | 大統領 | 2003年 | 2003年12月5日  | 2005年11月25日 |                          |
| 4  |                            | ロウレンス・ゴンジ (Lawrence Gonzi)    | マルタ               | 首相   | 2005年 | 2005年11月25日 | 2007年11月23日 |                          |
| 5  |                            | ヨウェリ・ムセベニ                     | ウガンダ             | 大統領 | 2007年 | 2007年11月23日 | 2009年11月27日 |                          |
| 5  | カマレシュ・シャーマ       | ヨウェリ・ムセベニ                     | ウガンダ             | 大統領 | 2007年 | 2007年11月23日 | 2009年11月27日 |                          |
| 6  |                            | パトリック・マニング (Patrick Manning) | トリニダード・トバゴ | 首相   | 2009年 | 2009年11月27日 | 2010年5月25日  |                          |
| 7  |                            | カムラ・パサード＝ビセッサー           | トリニダード・トバゴ | 首相   | (なし) | 2010年5月26日  | 2011年10月28日 |                          |
| 8  |                            | ジュリア・ギラード                     | オーストラリア       | 首相   | 2011年 | 2011年10月28日 | 2013年6月27日  |                          |
| 9  |                            | ケビン・ラッド                         | オーストラリア       | 首相   | (なし) | 2013年6月27日  | 2013年9月18日  |                          |
| 10 |                            | トニー・アボット                       | オーストラリア       | 首相   | (なし) | 2013年9月18日  | 2013年11月15日 |                          |
| 11 |                            | マヒンダ・ラージャパクサ               | スリランカ           | 大統領 | 2013年 | 2013年11月15日 | 2015年1月9日   |                          |
| 12 |                            | マイトリーパーラ・シリセーナ           | スリランカ           | 大統領 | (なし) | 2015年1月9日   | 2015年11月27日 |                          |
| 13 |                            | ジョゼフ・ムスカット                   | マルタ               | 首相   | 2015年 | 2015年11月27日 | 2018年4月19日  |                          |
| 13 | パトリシア・スコットランド | ジョゼフ・ムスカット                   | マルタ               | 首相   | 2015年 | 2015年11月27日 | 2018年4月19日  |                          |
| 14 |                            | テリーザ・メイ                         | イギリス             | 首相   | 2018年 | 2018年4月19日  | 2019年7月24日  |                          |
| 15 |                            | ボリス・ジョンソン                     | イギリス             | 首相   | (なし) | 2019年7月24日  | 2022年6月24日  |                          |
| 16 |                            | ポール・カガメ                         | ルワンダ             | 大統領 | 2022年 | 2022年6月24日  | 2024年10月25日 |                          |
| 17 |                            | フィアメ・ナオミ・マタアファ           | サモア               | 首相   | 2024年 | 2024年10月25日 | 現職           | シャーリー・ボッチウェイ |

### 高等弁務官
加盟国同士では、通常の国対国のように特命全権大使を交換せず、「高等弁務官」を外交使節長として、大使館の代わりに高等弁務官事務所を置いている。
これは大使が国家元首の代理及びその大使の駐在先を大使館として呼ぶことが、各国の国家元首が同一人物たる同君連合に当たる諸国間では不適当であったためだが、加盟国の中でイギリス国王を君主・元首としなくなった国においても伝統的にこの名称が使われている。

### 市民権
イギリスは加盟国国民に国政および地方選挙における選挙権および被選挙権を認めている。また加盟国国民には査証発給（免除）やワーキング・ホリデーに関する優遇措置がある。さらに自国の在外公館が置かれていないコモンウェルス外の国において、イギリスの在外公館による援護を受けることができる。
これらの特典はコモンウェルス市民権（英: Commonwealth Citizenship）と称される。この市民権は旧来の「イギリス帝国臣民」に対応するもので、1948年のイギリス国籍法において制定された。ただし市民権は互恵的なものではなく、加盟国国民に対する待遇は加盟国によってまちまちである。

### 首脳会議開催履歴
| 年     | 開催日          | 国                       | 開催都市             | リトリート（会議合宿）       | 議長                         |
| ------ | --------------- | ------------------------ | -------------------- | ---------------------------- | ---------------------------- |
| 1971年 | 1月14-22日      | シンガポール             | シンガポール         | (なし)                       | リー・クアンユー             |
| 1973年 | 8月2-10日       | カナダ                   | オタワ               | モントランブラン             | ピエール・トルドー           |
| 1975年 | 4月29日-5月6日  | ジャマイカ               | キングストン         | (なし)                       | マイケル・マンリー           |
| 1977年 | 6月8-15日       | イギリス                 | ロンドン             | グレンイーグルス・ホテル     | ジェームズ・キャラハン       |
| 1979年 | 8月1-7日        | ザンビア                 | ルサカ               | ルサカ                       | ケネス・カウンダ             |
| 1981年 | 9月30日-10月7日 | オーストラリア           | メルボルン           | キャンベラ                   | マルコム・フレーザー         |
| 1983年 | 11月23-29日     | インド                   | ニューデリー         | ゴア                         | インディラ・ガンディー       |
| 1985年 | 10月16-22日     | バハマ                   | ナッソー             | Lyford Cay                   | リンドン・ピンドリング       |
| 1986年 | 8月3-5日        | イギリス                 | ロンドン             | (なし)                       | マーガレット・サッチャー     |
| 1987年 | 10月13-17日     | カナダ                   | バンクーバー         | オカナガン                   | ブライアン・マルルーニー     |
| 1989年 | 10月18-24日     | マレーシア               | クアラルンプール     | ランカウイ                   | マハティール・ビン・モハマド |
| 1991年 | 10月16-21日     | ジンバブエ               | ハラレ               | ヴィクトリアフォールズ       | ロバート・ムガベ             |
| 1993年 | 10月21-25日     | キプロス                 | リマソール           | (なし)                       | グラフコス・クレリデス       |
| 1995年 | 11月10-13日     | ニュージーランド         | オークランド         | ミルブルック                 | ジム・ボルジャー             |
| 1997年 | 10月24-27日     | イギリス                 | エディンバラ         | セント・アンドリュース       | トニー・ブレア               |
| 1999年 | 11月12-14日     | 南アフリカ共和国         | ダーバン             | ジョージ                     | ターボ・ムベキ               |
| 2002年 | 3月2-5日        | オーストラリア           | クーラム             | (なし)                       | ジョン・ハワード             |
| 2003年 | 12月5-8日       | ナイジェリア             | アブジャ             | Aso Rock                     | オルセグン・オバサンジョ     |
| 2005年 | 11月25-27日     | マルタ                   | バレッタ             | メリッハ                     | ローレンス・ゴンズィ         |
| 2007年 | 11月23-25日     | ウガンダ                 | カンパラ             | Munyonyo                     | ヨウェリ・ムセベニ           |
| 2009年 | 11月27-29日     | トリニダード・トバゴ     | ポートオブスペイン   | Laventille Heights           | パトリック・マニング         |
| 2011年 | 10月28-30日     | オーストラリア           | パース               | キングスパーク               | ジュリア・ギラード           |
| 2013年 | 11月15-17日     | スリランカ               | コロンボ             | スリジャヤワルダナプラコッテ | マヒンダ・ラージャパクサ     |
| 2015年 | 11月27-29日     | マルタ                   | バレッタ; メリッハ   | Fort St Angelo               | ジョゼフ・ムスカット         |
| 2018年 | 4月19-20日      | イギリス                 | ロンドン; ウィンザー | ウィンザー城                 | テリーザ・メイ               |
| 2022年 | 6月24-25日      | ルワンダ                 | キガリ               | Radisson Blu Hotel Kigali    | ポール・カガメ               |
| 2024年 | 10月25-26日     | サモア                   | アピア               | Mulifanua                    | フィアメ・ナオミ・マタアファ |
| 2026年 | 未定            | アンティグア・バーブーダ | セントジョンズ       |                              |                              |

加盟国の政府の長（首相または大統領）は2年に1度、西暦の奇数年に会議を行う。開催地は1971年以降、加盟各国による持ち回りとなっている。
前身は以下のとおり。
- 1887年 - 1909年: 植民地会議（英: Colonial Conference）
- 1911年 - 1937年: 帝国会議（英: Imperial Conference）
- 1944年 - 1966年: 英連邦首相会議（英: Commonwealth Prime Ministers' Conference）（ほぼ毎年）
- 1971年 - 現在: 英連邦首脳会議（英: Commonwealth Heads of Government Meeting、CHOGM）

### 加盟国の種類
加盟国には共和制と君主制が混在し、共和制においては選挙された大統領や首相が置かれるが、君主制においては国家元首・君主を置く国、すなわちイギリス国王を君主とする国（英連邦王国15か国）やブルネイ王国がある。英連邦王国では、法人としての国王が任命した総督が国王の役割を代行しているが、現代では総督は実質的には首相による指名制とする場合が多い。カナダの総督、オーストラリアの総督、ニュージーランドの総督などがこの事例に含まれる（詳細は、「現在の英連邦王国」を参照）。

### 文化・国内制度

#### 共通語としての英語
モザンビーク（旧ポルトガル領、公用語はポルトガル語）、トーゴとガボン（旧フランス領、公用語はフランス語）を除くほとんどの国では、英語を公用語かそれに準じる言語としている。ルワンダはベルギー統治時代以降、ベルギーの主要公用語であったフランス語を第二公用語としてきたが、親仏（および旧フランス植民地）的な政府が打倒されたルワンダ紛争後は、英語が公用語に追加された。

#### 教育
イギリスの旧植民地やコモンウェルス加盟国は、統治時代に英語教育と共に導入されたイングランド式の教育制度を独立後もそのまま引き継いだり、一部を変更して継続する国が多い。資格制度においてもイギリスの制度設計が導入されていることが多い。
このためイギリスへの留学時に優遇される措置や、本国での資格を有していればイギリスで同じ資格を取得する際に試験の一部が免除されるなどの共通化制度がある。

#### 法と政治の制度
イングランドに倣いコモン・ロー（英米法）を導入した国が多い。ただし、コモン・ローは土着の慣行を柱とする法体系でもあるため、それ以前から大陸法が根付いていた地域（南アフリカ共和国など）では大陸法ないし大陸法的な要素が取り入れられている。政治制度では、ウェストミンスター・システム（議院内閣制）を採用する国も多いが、これにもナイジェリアのような例外もある。
人権尊重と法の支配が求められ、これらに対して重大な侵害があるという理由で資格停止とされる国もある。
また、国際司法裁判所の選択条項受諾宣言における「コモンウェルス留保」というものがあり、2014年時点でバルバドス、カナダ、インド、ケニア、マルタ、モーリシャス、イギリス、ガンビアの8か国が採用している。この留保を付すると、同じくイギリス連邦諸国から訴えられる場合、紛争は国際司法裁判所の管轄権限外と見做される。特にインドはこの宣言により、パキスタンからの提訴を回避できたことがある。

#### 交通
世界的には右側通行が多くを占めているが、コモンウェルスやイギリスの影響が強い国では左側通行が大半を占める（それ以外では旧植民地の香港。またそれ以外だと日本やタイ、インドネシアなど）。また2階建てバスの運行、さらにイギリス本国との航空便数が多かったり、フラッグキャリアの唯一の長距離国際線がロンドンと首都を結ぶ便であることも多い（ロイヤルブルネイ航空やビーマン・バングラデシュ航空、マレーシア航空など）。

#### 生活・スポーツ
加盟国や旧加盟国ではイギリス本国の影響で、食文化では紅茶を飲む習慣など、元々現地には無かった文化や風習が導入され定着している。また、英語が国民多数派の母語であったり、あるいは多様な母語をもつ国民の共通語として用いられる場合が多いが、その英語の綴りや用法はイギリス英語と共通であることが多い。
スポーツでは、ラグビーやクリケット、ポロやモータースポーツなどが盛んな国が多い。1930年以降、4年に1回コモンウェルスゲームズと呼ばれる、加盟国による総合競技大会も行われている。

## 現在の加盟国一覧
イギリス連邦加盟国は、以下の56か国。その内、英連邦王国は15か国。
| 国                               | 英連邦王国 | 最初の加盟日   | 領域                   | 備考[A] |
| -------------------------------- | ---------- | -------------- | ---------------------- | --- |
| アンティグア・バーブーダ         | Yes        | 1981年11月1日  | カリブ海・南北アメリカ | |
| イギリス                         | Yes        | 1926年11月19日 | ヨーロッパ             | イギリス連邦主導国。 |
| インド                           | No         | 1947年8月15日  | アジア                 | |
| エスワティニ                     | No         | 1968年9月6日   | アフリカ               | 当初「スワジランド」として加盟していたが、2018年に現名称に改名。 |
| オーストラリア                   | Yes        | 1926年11月19日 | オセアニア             | |
| ベリーズ                         | Yes        | 1981年9月21日  | カリブ海・南北アメリカ | |
| ボツワナ                         | No         | 1966年9月30日  | アフリカ               | |
| ブルネイ                         | No         | 1984年1月1日   | アジア                 | |
| カメルーン                       | No         | 1995年11月13日 | アフリカ               | |
| カナダ                           | Yes        | 1926年11月19日 | カリブ海・南北アメリカ | |
| バハマ                           | Yes        | 1973年7月10日  | カリブ海・南北アメリカ | |
| バングラデシュ                   | No         | 1972年4月18日  | アジア                 | |
| バルバドス                       | No         | 1966年11月30日 | カリブ海・南北アメリカ | 2021年11月30日にエリザベス2世を国家元首から除外し、共和制へ移行した。 |
| キプロス                         | No         | 1961年3月13日  | ヨーロッパ             | |
| ドミニカ国                       | No         | 1978年11月3日  | カリブ海・南北アメリカ | |
| フィジー                         | No         | 1970年10月10日 | オセアニア             | クーデターにより1987年に脱退、共和制移行。1997年の改正憲法公布により再加盟。 2000年に軍の戒厳令により加盟停止。2001年に総選挙を実施して加盟停止解除。 2006年に再びクーデターが発生し、加盟停止。2014年に停止処分解除。 |
| ガボン                           | No         | 2022年6月25日  | アフリカ               | 1960年にフランスから独立。 2023年クーデターの発生により部分的加盟停止処分、2025年4月30日に処分解除。 |
| ガンビア                         | No         | 1965年2月18日  | アフリカ               | ヤヒヤ・ジャメ政権下の2013年に新植民地主義を理由に脱退。 ジャメ政権崩壊後の2018年に再加盟申請を提出し、再加盟。 |
| ガーナ                           | No         | 1957年3月6日   | アフリカ               | |
| グレナダ                         | Yes        | 1974年2月7日   | カリブ海・南北アメリカ | |
| ガイアナ                         | No         | 1966年5月26日  | アメリカ               | |
| ジャマイカ                       | Yes        | 1962年8月6日   | カリブ海・南北アメリカ | |
| ケニア                           | No         | 1963年12月12日 | アフリカ               | |
| キリバス                         | No         | 1979年7月12日  | オセアニア             | |
| レソト                           | No         | 1966年10月4日  | アフリカ               | |
| マラウイ                         | No         | 1964年7月6日   | アフリカ               | |
| マレーシア                       | No         | 1957年8月31日  | アジア                 | 1957年の加盟当時は「マラヤ連邦」。 |
| モルディブ                       | No         | 1982年7月9日   | アジア                 | 2016年に脱退、2020年に再加盟。 |
| マルタ                           | No         | 1964年9月21日  | ヨーロッパ             | |
| モーリシャス                     | No         | 1968年3月12日  | アフリカ               | |
| モザンビーク                     | No         | 1995年11月13日 | アフリカ               | 旧ポルトガル植民地（1975年独立）であり、イギリス領となった経験のない最初の加盟国。 |
| ナミビア                         | No         | 1990年3月21日  | アフリカ               | |
| ナウル                           | No         | 1968年11月1日  | オセアニア             | 1968年にオーストラリア・ニュージーランド・イギリスの共同信託統治から独立。 加盟時は特別加盟国だったが、1999年に正加盟国に昇格。 2006年に特別加盟国に戻ったが、2011年に再び正加盟国となった。                           |
| ニュージーランド                 | Yes        | 1926年11月19日 | オセアニア             | |
| ナイジェリア                     | No         | 1960年10月1日  | アフリカ               | クーデターにより1995年に加盟停止、1999年に停止解除。 |
| パキスタン                       | No         | 1947年8月14日  | アジア                 | 独立時はイギリスの君主を国王とする王国。1956年以降共和制。1972年に脱退、1989年に再加盟。 クーデターにより1999年に加盟停止、2004年に加盟停止解除。 2007年に再び加盟停止、2008年に加盟停止解除。                         |
| パプアニューギニア               | Yes        | 1975年9月16日  | オセアニア             | |
| ルワンダ                         | No         | 2009年11月29日 | アフリカ               | 旧ベルギー植民地（1962年独立）。 |
| セントクリストファー・ネイビス   | Yes        | 1983年9月19日  | カリブ海・南北アメリカ | |
| セントルシア                     | Yes        | 1979年2月22日  | カリブ海・南北アメリカ | |
| セントビンセント・グレナディーン | Yes        | 1979年10月27日 | カリブ海・南北アメリカ | 1979年から1985年まで特別加盟国。 |
| サモア                           | No         | 1970年8月28日  | オセアニア             | 当初「西サモア」として加盟していたが、1997年に現名称に改名。 |
| セーシェル                       | No         | 1976年6月29日  | アフリカ               | |
| シエラレオネ                     | No         | 1961年4月27日  | アフリカ               | |
| シンガポール                     | No         | 1966年8月9日   | アジア                 | 1963年にマレーシア連邦に加盟し資格消滅。1965年に独立し、資格回復。 |
| ソロモン諸島                     | Yes        | 1978年7月7日   | オセアニア             | |
| 南アフリカ                       | No         | 1926年11月19日 | アフリカ               | 1961年にアパルトヘイトへの批判に対抗して脱退、1994年に再加盟。 |
| スリランカ                       | No         | 1948年2月4日   | アジア                 | 当初はイギリスの君主を国王とする「セイロン」として加盟していたが、1972年に共和制移行、現名称に改名した。 |
| タンザニア                       | No         | 1961年12月9日  | アフリカ               | 1964年にタンガニーカとザンジバルが合併。 |
| トーゴ                           | No         | 2022年6月25日  | アフリカ               | 旧フランス植民地（1960年独立）。 |
| トンガ                           | No         | 1970年6月4日   | オセアニア             | |
| トリニダード・トバゴ             | No         | 1962年8月31日  | カリブ海・南北アメリカ | |
| ツバル                           | Yes        | 1978年10月1日  | オセアニア             | 1978年から2000年まで特別加盟国。 |
| ウガンダ                         | No         | 1962年10月9日  | アフリカ               | |
| バヌアツ                         | No         | 1980年7月30日  | オセアニア             | フランスとイギリスの共同主権地域（コンドミニアム）から独立。 |
| ザンビア                         | No         | 1964年10月24日 | アフリカ               | |

## 過去の加盟国

### 脱退した国
| 国名         | 加盟日         | 脱退日        | 備考                                                                                              |
| ------------ | -------------- | ------------- | ------------------------------------------------------------------------------------------------- |
| アイルランド | 1926年11月19日 | 1949年4月18日 | 1948年にアイルランド共和国法を可決した後に脱退。                                                  |
| ジンバブエ   | 1980年10月1日  | 2003年12月7日 | 土地没収政策により2002年に加盟停止、2003年に脱退。 2018年にムナンガグワ大統領が再加盟を申請した。 |

### 消滅した国・自治領
| 旧国名                       | 加盟日         | 消滅日         | 備考                                                                             |
| ---------------------------- | -------------- | -------------- | -------------------------------------------------------------------------------- |
| ザンジバル                   | 1963年12月10日 | 1964年4月26日  | 1964年4月26日にタンザニアとして合併。                                            |
| タンガニーカ                 | 1961年12月9日  |                |                                                                                  |
| 西インド連邦                 | 1958年         | 1962年         | 1963年に12の植民地に分割され資格消滅。                                           |
| ニューファンドランド         | 1926年11月19日 | 1949年3月31日  | 1934年2月16日に政府停止、1949年3月31日にカナダに合併。                           |
| マラヤ                       | 1957年8月31日  | 1963年7月31日  | 1963年にシンガポール、北ボルネオ、サラワクを加えてマレーシア連邦を結成。         |
| ローデシア・ニヤサランド連邦 | 1953年8月1日   | 1963年12月31日 | 1963年に3つの植民地に再分割され資格消滅。 現在のマラウイ、ザンビア、ジンバブエ。 |

## 加盟申請中の国

### 過去に加盟していた国
| 国         | 申請年 | 備考                                                                   |
| ---------- | ------ | ---------------------------------------------------------------------- |
| ジンバブエ | 2018年 | 2003年に脱退したものの、2018年にムナンガグワ大統領が再加盟を申請した。 |

### 過去に加盟した経歴の無い国
| 国           | 申請年 | 備考                                                                                           |
| ------------ | ------ | ---------------------------------------------------------------------------------------------- |
| スリナム     | 2012年 | 17世紀から19世紀までイギリスの支配下にあった。2012年にコモンウェルスに加盟する計画を発表した。 |
| ソマリランド | 2009年 | 現在オブザーバーとして参加中                                                                   |
| ブルンジ     | 2013年 |                                                                                                |
| 南スーダン   | 2011年 | 1956年にスーダンの一部としてイギリスから独立。2011年にスーダンから独立し、まもなく加盟を申請。 |

## かつてイギリスの支配下にあった非加盟国・地域
- アフガニスタン
- アメリカ合衆国
- アラブ首長国連邦
- イエメン
- イスラエル
- パレスチナ国
- イラク
- エジプト
- オマーン
- カタール
- クウェート
- スーダン
- ソマリア
- バーレーン
- フランス
- ミャンマー
- ヨルダン
- 香港（ 中華人民共和国 特別行政区）